# Joost Reijmers
 (janvier 2019).
Si vous disposez d'ouvrages ou d'articles de référence ou si vous connaissez des sites web de qualité traitant du thème abordé ici, merci de compléter l'article en donnant les références utiles à sa vérifiabilité et en les liant à la section « Notes et références ».
Joost Reijmers, né le 24 août 1982 à Bussum,, est un réalisateur et scénariste néerlandais.

## Filmographie

### Réalisateur
- 2011 : Curious Conjunction of Coincidences
- 2013 : Pony Place
- 2014 : De Sleutelbewaarder
- 2015 : Force (nl)

### Scénariste
- 2018 : Le Banquier de la Résistance de Joram Lürsen[3]